# دانشگاه دولتی ایروان
دانشگاه دولتی ایروان (به ارمنی: Երևանի Պետական Համալսարան, ԵՊՀ))) قدیمی‌ترین و معتبرترین دانشگاه ارمنستان می‌باشد که در ۱۶ مه ۱۹۱۹ در شهر ایروان تأسیس شد. این دانشگاه رتبه اول در ارمنستان است و در حال حاضر دارای دوازده هزار دانشجو است.
بر اساس سایت معتبر University Ranking by Academic Performance، رتبه این دانشگاه در دنیا ۱۶۳۹ می‌باشد.
در سال ۲۰۲۲ بر اساس رتبه‌بندی مؤسسه QS دانشگاه دولتی ایروان در رتبه ۱۰۰۰–۸۰۱ برترین دانشگاه‌های جهان قرار گرفته است.
دانشگاه دولتی ایروان بهترین و قدیمی‌ترین دانشگاه کشور ارمنستان است. زبان تحصیل در دانشگاه دولتی ایروان ارمنی است ولی در حال حاضر به زبان‌های انگلیسی و روسی برای دانشجویان خارجی نیز تدریس می‌شود. هر سال تحصیلی در این دانشگاه از اول سپتامبر تا پانزدهم ژوئیه به طول می‌انجامد.
در این دانشگاه فقط دانشکده‌های علوم پایه (علوم محض و کاربردی) و علوم انسانی وجود دارد.

## دانشکده‌ها
دانشگاه دولتی ایروان ۲۲ دانشکده دارد.
- دانشکده شرق‌شناسی[۵]

دانشکده شرق‌شناسی دارای سه کرسی ایران‌شناسی، عرب‌شناسی و ترک‌شناسی است.
- دانشکده فیزیک (دانشکده فیزیک یکی از قدیمی‌ترین دانشکده‌های دانشگاه است که همکاری‌های مختلف با مراکز علمی معتبر فیزیک دنیا دارد. فعالیت‌های علمی-پژوهشی که در آزمایشگاه‌های دانشکده انجام می‌شود، هم از نظر علمی و هم از نظر فنی با خواسته‌های فعلی این رشته مطابقت دارد).
- دانشکده ریاضی و مکانیک (دانشکده ریاضی و مکانیک یکی از قدیمی‌ترین دانشکده‌های دانشگاه است که همکاری‌های مختلف با مراکز علمی معتبر ریاضی دنیا از جمله دانشگاه دولتی مسکو، مؤسسه ریاضی استکلوف روسیه، مؤسسه فناوری سلطنتی استکهلم سوئد، دانشگاه پاریس، دانشگاه لمانز فرانسه، دانشگاه صنعتی تامپره فنلاند، دانشگاه آیووا آمریکا و غیره دارد).
- دانشکده رادیوفیزیک
- دانشکده انفورماتیک و ریاضیات کاربردی
- دانشکده شیمی
- دانشکده زیست‌شناسی
- دانشکده جغرافیا و زمین‌شناسی
- دانشکده فلسفه و روان‌شناسی
- دانشکده جامعه‌شناسی
- دانشکده الهیات
- دانشکده تاریخ
- دانشکده زبان‌شناسی ارمنی
- دانشکده زبان و ارتباطات اروپایی
- دانشکده روزنامه‌نگاری
- دانشکده اقتصاد و مدیریت
- دانشکده حقوق
- دانشکده روابط بین‌الملل
- پردیس دانشگاه در شهر ایجوان

## مراکز علمی و آزمایشگاهی
- مرکز تحقیقات ریاضی و کاربردی
- پژوهشکده فیزیک
- پژوهشکده زیست‌شناسی

## مراکز علمی و آموزشی
*  مرکز مطالعات روسیه
* مرکز تحقیقات-کتابخانه مطالعات یونانی

## رتبه‌بندی
براساس رتبه‌بندی دانشگاه‌های جهان در سال ۲۰۲۲ که مؤسسه QS آن را انجام داده است دانشگاه دولتی یروان در رتبه ۱۰۰۰–۸۰۱ برترین دانشگاه‌های جهان قرار گرفته است.

## افراد مشهور
ویکتور هامبارتسومیان
سرگئی مرگلیان
آشوت چیلینگاریان
آرمن سارگسیان
آرتیوم آلیخانیان
روبن هامبارتسومیان
نیکول پاشینیان
نورایر سیساکیان

## نگارخانه

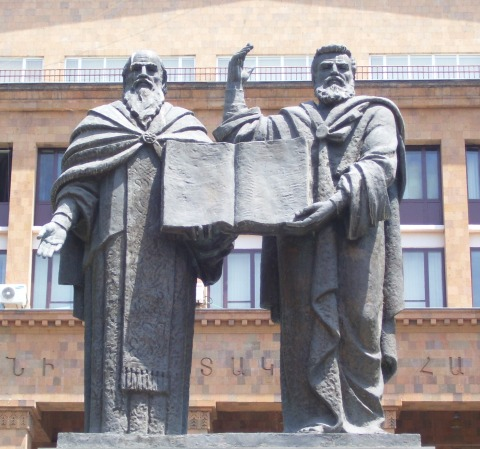
مجسمه مسروپ ماشتوتس و ساهاک پارتو